# پاتریشیا مایر آخلایتنر
پاتریشیا مایر آخلایتنر (انگلیسی: Patricia Mayr-Achleitner؛ زادهٔ ۸ نوامبر ۱۹۸۶) یک تنیس‌باز اهل اتریش است.